# Риччарди, Оскар
Оскар Риччарди (итал. Oscar Ricciardi; 24 февраля 1864, Неаполь — 1935, Неаполь) — итальянский художник, один из основоположников итальянского импрессионизма.

## Биография
Оскар Риччарди родился 24 февраля 1864 года в Неаполе. Его мать умерла вскоре после его рождения. Почти вся его дальнейшая жизнь и творчество связаны с родным городом. Его улицы, жители, море и тяжелый труд рыбаков явились источником вдохновения Оскара Риччарди.
На его раннее творчество заметное влияние оказало творчество итальянского художника Bernardo Celentano, которому он приходился племянником по материнской линии. Под влиянием его работ формировались любовь к живописи и художественный вкус молодого художника. В 1882—1887 учился у Доменико Морелли, преподававшем в Академии художеств Неаполя. Свои работы Оскар начал выставлять на художественных выставках «Promotrice Salvator Rosa» в Неаполе с 1879 года. Будучи 15-летним самоучкой он уже в этом возрасти продемонстрировал завидную решимость добиться успеха на художественном поприще. Однако по настоящему творческий дебют Риччарди состоялся в 1892 на выставке в Палермо. С этого времени начинается неуклонный рост популярности, а с ним и число купленных его работ. Вскоре последовали персональные выставки, прошедшие в Милане (1894), Турине (1896, 1902, 1908), национальная художественная выставка в Неаполе (1916).
Кроме неаполитанского периода жизни и творчества сохранилось несколько работ, созданных им после посещения Венеции и Падуи. Тонкое врожденное художественное чутье, упорный труд и, в то же время, умение следовать артистической моде сделали его популярным художником своего времени и позволило обеспечить свое материально благополучие.
В личной жизни Оскар оставался весьма замкнутым человеком, вследствие чего не сохранилось какой либо значимой информации о его деятельности за пределами мира искусства.
Оскар Риччарди скончался в 1935 году в своем родном Неаполе.

## Творчество
Оскар Риччарди был плодовитым художником, оставившим после себя сотни своих работ. В основном это небольшие картины, выполненные маслом на холсте или деревянной панели с изображением морских ландшафтов, и созданных в стиле импрессионизма. В то же время ему не были чужды и жанровые работы, изображающие сцены из повседневной жизни, выполненных со свойственной ему стильной простотой и сбалансированностью образов. Наибольшее их количество пришлось на период с 1884 по 1890 год. Именно в это время его излюбленной темой было изображение будничной жизни Неаполя: типичные городские аллеи, суета рынков, женские образы на фоне неаполитанских ландшафтов.
Его живые и красочные изображения в полной мере соответствовали вкусам и настроениям купцов и туристов, которыми был наполнен Неаполь. На них приходилась основная доля проданных им работ. В частности к его поклонникам относилось семейство герцога Коннаутского. Благодаря этим покупкам Оскар Риччарди быстро набирал популярность в Европе.
С начала XX века в Неаполе сформировалось своя художественная школа. Её основоположниками были Аттилио Прателла, Джузеппе Кашаро. К их числу по праву можно причислить и Оскара Риччарди. Ряд современных исследователей, учитывая заслуги Риччарди, рассматривают его в качестве одного из основоположников итальянского импрессионизма.
Живопись Оскара Риччарди представлена в Национальном музее и галерее Каподимонте в Неаполе, Музее изящных искусств в г. Мюлуз (Франция) других музеях мира. Большое количество картин находятся в частных коллекциях в более чем в 27 странах мира, в том числе в России и на Украине. Только начиная с 2000 года продано около 300 его работ на различных художественных аукционах.

## Выставки работа Оскара Риччарди
- Napoli, Promotrice «Salvator Rosa», 1879
- Napoli, Promotrice «Salvator Rosa», 1880
- Palermo, Mostra Nazionale, 1892
- Milano, 1894
- Torino, 1896
- Torino, 1902
- Torino, 1908
- Napoli, Esposizione Nazionale d’Arte, 1916

## Работы в музеях
- Музей Каподимонте в Неаполе
- Museo d’arte dello Splendore.
- Музей изящных искусств в г. Мюлуз (Франция).
- Museo d’arte (Avellino).